# Temporada 1995-96 de los Denver Nuggets
La temporada 1995-96 fue la vigésima de los Denver Nuggets en la NBA, tras la fusión de la liga con la ABA, donde había jugado nueve temporadas. La temporada regular acabó con 35 victorias y 47 derrotas, ocupando el noveno puesto de la conferencia Oeste, no logrando clasificarse para los playoffs.

## Elecciones en elDraft
| Ronda | Puesto | Jugador       | Posición | Nacionalidad   | Universidad  |
| ----- | ------ | ------------- | -------- | -------------- | ------------ |
| 1     | 15     | Brent Barry   | Escolta  | Estados Unidos | Oregon State |
| 2     | 44     | Anthony Pelle | Pívot    | Estados Unidos | Fresno State |

## Temporada regular
| División Medio Oeste   | División Medio Oeste | División Medio Oeste | División Medio Oeste | División Medio Oeste | División Medio Oeste | División Medio Oeste | División Medio Oeste | División Medio Oeste |
| Equipo                 | G                    | P                    | %                    | PD                   | Casa                 | Fuera                | Div                  |                      |
| ---------------------- | -------------------- | -------------------- | -------------------- | -------------------- | -------------------- | -------------------- | -------------------- | -------------------- |
| y-San Antonio Spurs    | 59                   | 23                   | .720                 | –                    | 33–8                 | 26–15                | 19–5                 |                      |
| x-Utah Jazz            | 55                   | 27                   | .671                 | 4                    | 34–7                 | 21–20                | 14–10                |                      |
| x-Houston Rockets      | 48                   | 34                   | .585                 | 11                   | 27–14                | 21–20                | 15–9                 |                      |
| Denver Nuggets         | 35                   | 47                   | .427                 | 24                   | 24–17                | 11–30                | 13–11                |                      |
| Minnesota Timberwolves | 26                   | 56                   | .317                 | 33                   | 17–24                | 9–32                 | 10–14                |                      |
| Dallas Mavericks       | 26                   | 56                   | .317                 | 33                   | 16–25                | 10–31                | 10–14                |                      |
| Vancouver Grizzlies    | 15                   | 67                   | .183                 | 44                   | 10–31                | 5–36                 | 3–21                 |                      |

## Estadísticas

### Temporada regular
| Rk | Jugador            | Edad | P  | PT | MP   | TC  | TCI  | %TC  | T3  | T3I | %T3  | TL  | TLI | %TL   | RO  | RD  | RT   | AS  | RB  | TAP | BP  | FP  | PTS  |
| -- | ------------------ | ---- | -- | -- | ---- | --- | ---- | ---- | --- | --- | ---- | --- | --- | ----- | --- | --- | ---- | --- | --- | --- | --- | --- | ---- |
| 1  | Dikembe Mutombo    | 29   | 74 | 74 | 36.7 | 3.8 | 7.7  | .499 | 0.0 | 0.0 | .000 | 3.3 | 4.8 | .695  | 3.4 | 8.4 | 11.8 | 1.5 | 0.5 | 4.5 | 2.0 | 3.5 | 11.0 |
| 2  | Mahmoud Abdul-Rauf | 26   | 57 | 53 | 35.6 | 7.3 | 16.8 | .434 | 2.1 | 5.4 | .392 | 2.6 | 2.8 | .930  | 0.5 | 2.0 | 2.4  | 6.8 | 1.1 | 0.1 | 2.0 | 2.1 | 19.2 |
| 3  | Bryant Stith       | 25   | 82 | 77 | 34.3 | 4.6 | 11.1 | .416 | 0.5 | 1.8 | .277 | 3.9 | 4.6 | .844  | 1.5 | 3.4 | 4.9  | 2.9 | 1.4 | 0.2 | 1.9 | 2.3 | 13.6 |
| 4  | Dale Ellis         | 35   | 81 | 52 | 32.4 | 5.7 | 11.8 | .479 | 1.9 | 4.5 | .412 | 1.7 | 2.2 | .760  | 1.1 | 2.8 | 3.9  | 1.7 | 0.7 | 0.1 | 1.2 | 2.4 | 14.9 |
| 5  | Antonio McDyess    | 21   | 76 | 75 | 30.0 | 5.6 | 11.6 | .485 | 0.0 | 0.1 | .000 | 2.2 | 3.2 | .683  | 3.0 | 4.5 | 7.5  | 1.0 | 0.7 | 1.5 | 2.0 | 3.3 | 13.4 |
| 6  | LaPhonso Ellis     | 25   | 45 | 28 | 28.2 | 4.2 | 9.6  | .438 | 0.1 | 0.5 | .182 | 2.0 | 3.3 | .601  | 2.1 | 5.1 | 7.2  | 1.6 | 0.8 | 0.7 | 1.8 | 3.6 | 10.5 |
| 7  | Jalen Rose         | 23   | 80 | 37 | 26.7 | 3.6 | 7.6  | .480 | 0.4 | 1.4 | .296 | 2.4 | 3.5 | .690  | 0.6 | 2.7 | 3.3  | 6.2 | 0.7 | 0.5 | 2.9 | 2.9 | 10.0 |
| 8  | Don MacLean        | 26   | 56 | 5  | 19.8 | 4.2 | 9.8  | .426 | 0.3 | 0.9 | .286 | 2.6 | 3.5 | .732  | 1.1 | 2.6 | 3.7  | 1.6 | 0.4 | 0.1 | 1.2 | 1.9 | 11.2 |
| 9  | Reggie Williams    | 31   | 52 | 5  | 15.7 | 1.8 | 4.9  | .370 | 0.4 | 1.7 | .225 | 0.6 | 0.8 | .846  | 0.5 | 1.9 | 2.3  | 1.4 | 0.7 | 0.4 | 1.0 | 2.6 | 4.6  |
| 10 | Tom Hammonds       | 28   | 71 | 4  | 14.7 | 1.8 | 3.8  | .474 | 0.0 | 0.0 |      | 1.2 | 1.6 | .765  | 1.2 | 1.9 | 3.1  | 0.3 | 0.3 | 0.2 | 0.7 | 1.9 | 4.8  |
| 11 | Doug Overton       | 26   | 55 | 0  | 11.0 | 1.2 | 3.2  | .376 | 0.1 | 0.5 | .308 | 0.7 | 1.0 | .727  | 0.1 | 1.0 | 1.1  | 1.9 | 0.2 | 0.1 | 0.7 | 0.9 | 3.3  |
| 12 | Greg Grant         | 29   | 10 | 0  | 10.9 | 0.6 | 2.3  | .261 | 0.2 | 0.6 | .333 | 0.0 | 0.0 |       | 0.3 | 0.4 | 0.7  | 1.4 | 0.2 | 0.0 | 0.5 | 0.7 | 1.4  |
| 13 | Randy Woods        | 25   | 8  | 0  | 9.0  | 0.8 | 2.8  | .273 | 0.6 | 2.6 | .238 | 0.3 | 0.3 | 1.000 | 0.4 | 0.4 | 0.8  | 1.5 | 0.8 | 0.1 | 0.6 | 1.6 | 2.4  |
| 14 | Matt Fish          | 26   | 16 | 0  | 7.3  | 0.9 | 1.6  | .577 | 0.0 | 0.0 |      | 0.6 | 1.1 | .556  | 0.4 | 0.7 | 1.1  | 0.4 | 0.2 | 0.4 | 0.2 | 1.0 | 2.5  |
| 15 | Reggie Slater      | 25   | 4  | 0  | 6.5  | 1.5 | 2.8  | .545 | 0.0 | 0.0 |      | 0.5 | 1.3 | .400  | 0.8 | 1.0 | 1.8  | 0.5 | 0.3 | 0.3 | 0.8 | 1.0 | 3.5  |
| 16 | Elmore Spencer     | 26   | 6  | 0  | 3.5  | 0.0 | 0.2  | .000 | 0.0 | 0.0 |      | 0.0 | 0.0 |       | 0.2 | 0.5 | 0.7  | 0.0 | 0.0 | 0.0 | 0.5 | 1.3 | 0.0  |
| 17 | Rastko Cvetković   | 25   | 14 | 0  | 3.4  | 0.4 | 1.1  | .313 | 0.0 | 0.1 | .000 | 0.0 | 0.3 | .000  | 0.3 | 0.5 | 0.8  | 0.2 | 0.1 | 0.1 | 0.2 | 0.8 | 0.7  |

## Galardones y récords
| Jugador         | Galardón                            |
| Antonio McDyess | Mejor quinteto de rookies de la NBA |
| Dikembe Mutombo | All-Star                            |